# 南加積村
南加積村（みなみかづみむら）は、かつて富山県中新川郡にあった村。

## 沿革
- 1889年（明治22年）4月1日 - 町村制の施行により、上新川郡広野村、砂林開、田島野村、広市新村、野島村、片地村、眼目村、郷柿沢村、柿沢新村、花子新村、広野新村、野開発村及び斎神新村の区域をもって、上新川郡南加積村が発足する。村役場を大字広野村に置く[2]。
- 1896年（明治29年）3月29日 - 郡制の施行のため、上新川郡の区域から分立して、中新川郡が発足により、中新川郡に所属となる。
- 1952年（昭和27年）8月30日 - 広野地内に木造建坪120坪（階下事務室、階上会議室で応接室、宿直室、手洗所等を完備、建物外観はクリーム色、内部は白壁）の村役場庁舎の落成式[3]。
- 1953年（昭和28年）9月10日 - 中新川郡上市町、柿沢村、大岩村、宮川村、南加積村及び山加積村が合併して、中新川郡上市町が発足する。

## 歴代村長
出典→
- 初代、2代：富岡恵明（1889年5月20日 - 1895年2月12日）
- 3 - 5代：富岡正明（1895年2月17日 - 1903年12月3日）
- 6代：宝島敬作（1903年12月9日 - 1907年3月23日）
- 7、8代：酒井恵作（1907年6月8日 - 1915年6月7日）
- 9、10代：富岡平次郎（1915年6月8日 - 1919年6月29日）
- 11、12代：富岡正明（1919年6月30日 - 1926年1月29日）
- 13、14代：富岡平次郎（1926年1月30日 - 1931年1月29日）
- 15、16代：酒井常次（1931年1月30日 - 1938年3月7日）
- 17代：碓井敬作（1938年3月8日 - 1940年1月20日）
- 18代：碓井長五郎（1940年1月23日 - 1942年1月20日）
- 19代：酒井常次（1942年1月25日 - 1946年1月20日）
- 20、21代：富岡恵明（1946年1月25日 - 1951年4月4日）
- 22代：碓井七之助（1951年4月10日 - 1953年9月9日）